# North of North
North of North ist eine kanadische Fernsehserie, die erste Staffel wurde 2025 auf CBC, Aboriginal Peoples Television Network und Netflix veröffentlicht wurde. Anna Lambe spielt die Hauptfigur Siaja, eine junge Inuk-Frau, die in der kleinen, fiktiven Ortschaft Ice Cove auf der Prince-of-Wales-Insel in Nunavut lebt. Am 29. April 2025 wurde die zweite Staffel angekündigt.

## Inhalt
Eine junge Inuk-Mutter versucht sich neu zu erfinden, nachdem sie spontan und öffentlich ihre Ehe mit dem Goldjungen der Stadt beendet. Sie muss nun durch die unvorhersehbaren Höhen und Tiefen von Beziehung, Mutterschaft und einem neuen Job navigieren und dabei ihren eigenen Weg finden.

## Besetzung
Die Synchronisation der Serie wurde bei der VSI Synchron GmbH erstellt. Isabella Vinet schrieb das Dialogbuch und führte Regie.
| Rolle    | Rollenbeschreibung                                 | Folgen    | Darsteller             | Synchronisation      |
| -------- | -------------------------------------------------- | --------- | ---------------------- | -------------------- |
| Siaja    | Hauptfigur                                         | alle      | Anna Lambe             | Rieke Werner         |
| Helen    | Chefin des Gemeinschaftszentrums                   | alle      | Mary Lynn Rajskub      | Christin Marquitan   |
| Bun      | Tochter von Siaja                                  | alle      | Keira Cooper           | Mira Brand           |
| Neevee   | Mutter von Siaja                                   | alle      | Maika Harper           | Anna Dramski         |
| Alistair | Vater von Siaja, Forscher auf der Insel            | alle      | Jay Ryan               | Björn Schalla        |
| Kuuk     | Assisstent von Alistair                            | alle      | Braeden Clarke         | Tim Sander           |
| Millie   | Freundin von Siaja                                 | alle      | Zorga Quanaq           | Giovanna Winterfeldt |
| Colin    | Freund von Siaja, Leiter der lokalen Radio-Station | alle      | Bailey Poching         | Jan-Marten Block     |
| Ting     | Mann von Siaja, Vater von Bun                      | 1–3, 5,7  | Kelly William          | Johann Fohl          |
| Elisappe | Kollegin von Siaja                                 | 1–5, 7, 8 | Nutaaq Doreen Simmonds | Judith Steinhäuser   |
| Jeffrey  | Besitzer der Müllhalde                             | 1–4, 6–8  | Vincent Karetak        | Oliver Stritzel      |
| Alexis   | Freundin von Kuuk                                  | 6–8       | Taylor Hickson         | Daniela Molina       |
| Nuliajuk | Meeresgöttin, erscheint Siaja in Visionen          |           | Tanya Tagaq            |                      |

## Produktion
Die Idee für die Serie stammt von Stacey Aglok MacDonal und Alethea Arnaquq-Baril. Zu den Regisseuren gehören Anya Adams, Danis Goulet, Zoe Leigh Hopkins, Lisa Jackson, Renuka Jeyapalan und Aleysa Young.
Die Dreharbeiten in Iqaluit in Nunavut starteten im März 2024 und endeten im Juni 2024.
Debra Hanson und Nooks Lindell arbeiteten als Kostümdesigner für die Show. Sie orientierten sich bei der Suche nach passender Kleidung an lokalen Inuit-Künstlern und -Designern. Laut Aglok MacDonal war es ihnen sehr wichtig, dass Parkas und alles Traditionelle von Inuit-Künstlern hergestellt wurden ("It was really important to us that our parkas and anything traditional were made here in Nunavut, by Inuit artists.").
Arnaquq-Baril erzählte, dass sie begeistert von der Unterstützung der Nunavummiut war. „Wir bekommen Nachrichten von Menschen aus der ganzen Gemeinschaft, die einfach aufgeregt waren, Teil davon zu sein, denn ein großer Teil von ihnen ist in unserer Sendung – auf dem Bildschirm und in der Crew.“ ("We get messages from people across the community just excited to be a part of it because a huge part of the community is in our show, on screen, and also working behind the scenes too.") Iqualuit ist auch die Heimatstadt von Anna Lambe. Sie erzählt, dass Menschen zu ihr kamen, um sie zu umarmen und zu sagen, wie stolz sie auf sie waren und „wie aufregend das (die Serie) für Nunavut, Inuit und indigenes Fernsehen ist.“ Sie hätte die Serie nie an einem anderen Ort drehen wollen, weil die Liebe und Unterstützung, die das Team erhalten habe, so stärkend sei. ("People constantly came up to hug me and say how proud they were of me and how exciting this was for Nunavut, for Inuit and Indigenous film and television. I wouldn't have wanted to film it anywhere else because the outpouring of love and support we received was so empowering.")

## Episoden
| Nummer | Originaltitel           | deutscher Titel             | Regisseur         | Autor                                          | Erste Ausstrahlung |
| --- | ----------------------- | --------------------------- | ----------------- | ---------------------------------------------- | ------------------ |
| 1 | Top of the World        | Der oberste Teil der Welt   | Anya Adams        | Stacey Aglok MacDonal und Alethea Arnquq-Baril | 7. Januar 2025     |
| Siaja ist gefangen in einer unbefriedigenden Ehe mit ihrem High-School Freund Ting, der sie als Hausfrau sieht. Während einer Robbenjagd fällt Siaja von Bord und sieht die Götting Nuliajuk. Als Ting sie beschimpft, weil sie ihn bloßgestellt hätte, beschließt Siaja, ihr Leben zu ändern. Sie geht zu einer Party und küsst einen Fremden. Bei einem öffentlichen Festival beendet sie öffentlich ihre Beziehung mit Ting, nachdem die beiden zu König und Königin der Robbenjagd ernannt worden sind. Siaja erfährt, dass der Fremde, den sie geküsst hatte, Alistair ist, ihr Vater, den sie nie kennengelernt hat.                                                                            |                         |                             |                   |                                                |                    |
| 2 | No Freeloading          | Schmarotzen verboten        | Anya Adams        | Kathryn Borel und Susan Coyne                  | 7. Januar 2025     |
| Siaja und ihre Tochter Bun übernachten bei ihrer Mutter Neevee. Nachdem ihre Mutter sagt, dass sie dort nicht auf Dauer wohnen können, kümmert sich Siaja um einen befristeten Job. Sie beweist dabei ihre Kommunikationsfähigkeiten und wird die Assistentin von Helen, der Leiterin des Gemeinschaftszentrums. Neevee versucht währenddessen eine Versöhnung zwischen Siaja und Ting zu ermöglichen, aber Siaja verkündet, dass ihre Ehe vorbei sei. |                         |                             |                   |                                                |                    |
| 3 | Dumpcano                | Das Müllkippen-Inferno      | Aleysa Young      | Garry Campbell                                 | 14. Januar 2025    |
| Siaja bringt Dinge, die sie an ihren Mann erinnern, zur Müllhalde und zündet sie an, dabei entfacht sie dort unabsichtlich ein außer Kontrolle geratendes Feuer. Siaja beginnt mit ihrem neuen Job und ist überrascht, in ihrem ersten Meeting auf Alistair zu treffen. Er will mit Helen über seinen Vorschlag, eine Forschungsstation in Ice Cove zu errichten, reden. Das Feuer auf der Müllhalde erzeugt eine Krise, weil Helen und ihr Team versuchen, Alistair und Kuuk zu beeindrucken. Als Bun in der Schule Ärger macht, holt Neevee sie ab, um herauszufinden, was los ist. |                         |                             |                   |                                                |                    |
| 4 | Joy to the Effing World | Freue dich, verdammte Welt  | Aleysa Young      | Alethea Arnquq-Baril und Linsey Stewart        | 21. Januar 2025    |
| Siaja wird damit beauftragt, den Seniorenabend zu organisieren. Nachdem sie sieht, wie langweilig er ist, versucht sie ihn aufzupeppen, was schlimme Konsequenzen nach sich zieht. Neevee sagt Alistair, dass sie nichts mit ihm zu tun haben will, aber in einer kleinen Stadt wie Ice Cove merken sie schnell, dass das unmöglich ist. |                         |                             |                   |                                                |                    |
| 5 | Walrus Dick Baseball    | Walrus D*ck Baseball        | Renuka Jeyapalan  | Moriah Sallaffie & Garry Campbell              | 28. Januar 2025    |
| Ein spaßiger Versuch, Gelder für Ice Cove zu sammeln, wird riskant, als Helen einem Wettbewerb zustimmt, statt die Gelder mit der gegnerischen Stadt zu teilen. Siaja und Kuuk nähern sich, zu Tings Bestürzung, einander an. |                         |                             |                   |                                                |                    |
| 6 | Carnivores              | Fleischfresser              | Zoe Leigh Hopkins | Linsey Stewart                                 | 4. Februar 2025    |
| Nach mehreren erotischen Träumen ermutigen ihre Freunde Siaja, eine Affäre zu haben. Ein desaströses Date mit Olivier hilft ihr zu realisieren, worum es in ihren Träumen geht. Alistair und Neevee geben ihrer Beziehung eine neue Chance, aber als Alistair ihre gemeinsame Vergangenheit anspricht, beendet Neevee diese. |                         |                             |                   |                                                |                    |
| 7 | Lost and Found          | Verloren und Wiedergefunden | Danis Coulet      | Susan Coyne                                    | 11. Februar 2025   |
| Als Ting verschwindet, helfen Siajas Wissen über sein Jagdverhalten, ihn verletzt, aber lebend wiederzufinden. Um ihm bei der Erholung zu helfen, zieht sie kurzzeitig wieder bei Ting ein, realisiert jedoch schnell, dass sie in alte Muster fällt. Alistair versucht Neevee von ihrer Beziehung zu überzeugen, nur um zu realisieren, dass sie bereits über ihn hinweg ist. |                         |                             |                   |                                                |                    |
| 8 | Bad Influences          | Schlechte Einflüsse         | Danis Goulet      | Aviaq Johnston, JP Larocque und Garry Campbell | 18. Februar 2025   |
| Neevee offenbart gegenüber Siaja das Geheimnis, warum sie sie vor ihrem Vater geheim gehalten hat. Um die Forschungsgelder und Investoren für Ice Cove zu bekommen, hält Siaja eine emotionale Rede über ihren Heimatort. Obwohl die Anwesenden beeindruckt sind, entscheiden sie, dass die Forschungsstation nicht in Ice Cove errichtet wird. Die Stadt bekommt jedoch eine Satellitenstation, die von Alistair geleitet werden soll. Die Bewohner von Ice Cove veranstalten deswegen ein Fest. Alistair sagt Neevee, dass er wegen seiner Tochter und seiner Enkelin und nicht ihretwegen in Ice Cove bleibt. Kuuk erzählt Siaja, dass er auch da bleiben wird, jedoch auch seine Freundin Alexis. |                         |                             |                   |                                                |                    |